# 维拉乌纳
维拉乌纳是巴西帕拉伊巴州的一个市镇。总面积294.495平方公里，总人口14454人，人口密度49.1人/平方公里。